# Музей образотворчих мистецтв (Труа)
Музей образотворчих мистецтв і археології Труа ( фр. Musée des beaux-arts et d'archéologie de Troyes або Музей Сен-Луп ( фр. Musée Saint-Loup)  —  художній музей в місті Труа регіону Гранд-Ест( Франція ). Це, поряд з Музеєм сучасного мистецтва, один з найбільш значних музеїв міста.

## Історія

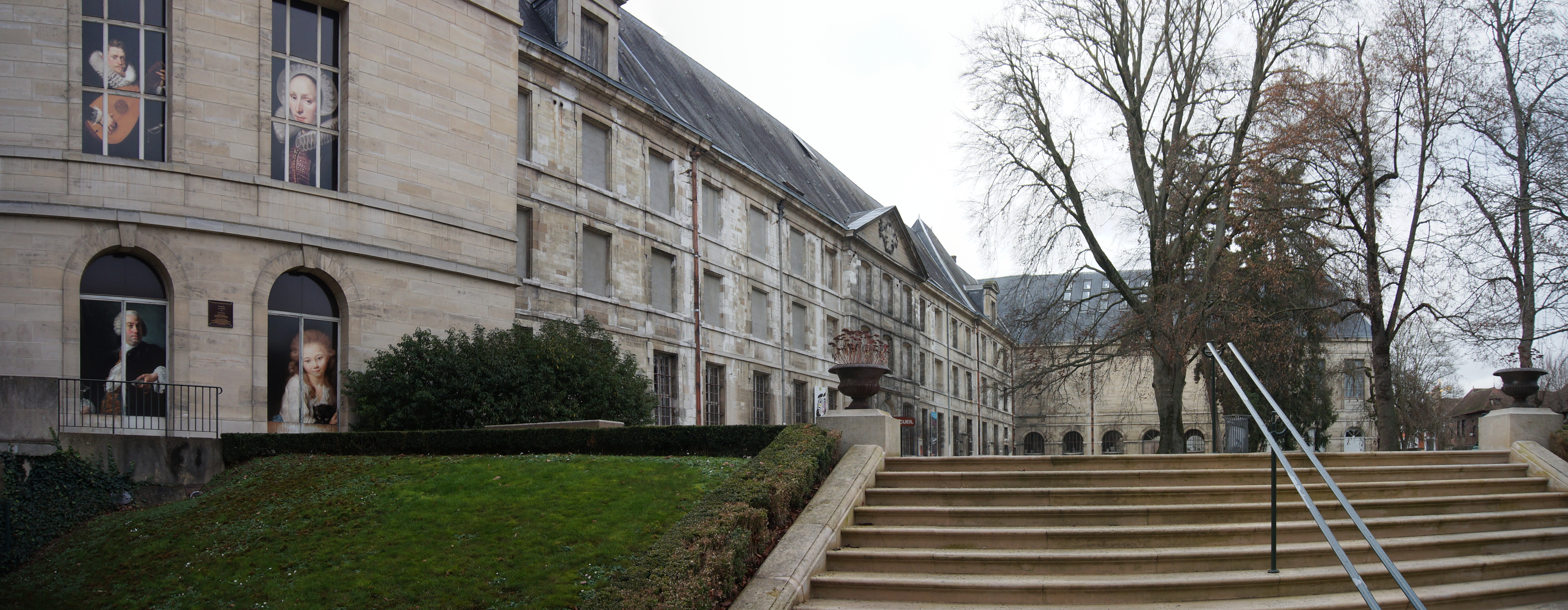
Будівля музею

У 1792 році Збори департаменту попросило Національний конвент дозволити використовувати для музею колишнє абатство Нотр-Дам-о-Ноннен. Комісари були відправлені в департамент для збору експонатів для майбутнього музею. В абатстві Сен-Луп були зібрані статуї із закритих церков і монастирів. Однак музей не був сформований.
У 1829 році Академічна громада департаменту Об відновила проект. Міська влада надала для цього будівлю колишнього абатства Сен-Луп і в 1831 році була відкрита перша кімната музею. У ній було представлено сім столів, десять статуй і мінералогічна колекція.
У 1833 році Домінік Морлі віддав в дар музею сорок шість картин і інших експонатів. У колекцію були включені предмети,  що експропрійовані під час революції і знаходилися в будівлі Зборів департаменту. До 1850 року в музеї було 130 картин.
У 1860 році для музею був побудований павільйон Симар, в 1891 році - павільйон Бюїсонне для розширення бібліотеки, а в 1892 році - павільйон Одіфре.

## Колекція
Зібрання музею охоплює розвиток різних прикладних мистецтв аж до XIX століття і включають в себе твори мистецтва, археологічні предмети, меблі, графіку, скульптури і картини.

### Природно-історична колекція
В природну колекцію входять чучела і скелети тварин, предмети, пов'язані з відкриттями і просвітницькими заходами.

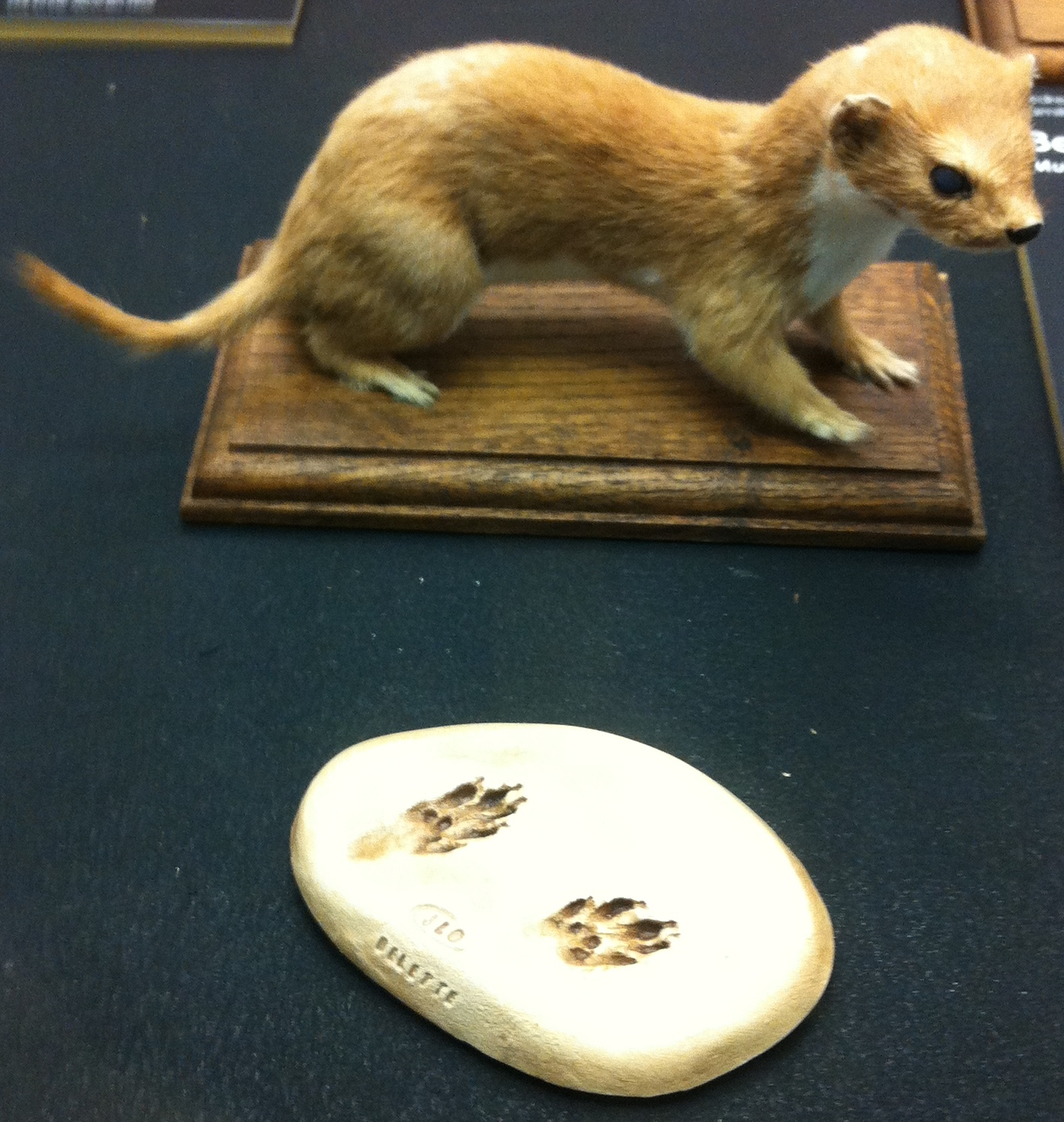
Тхір : опудало
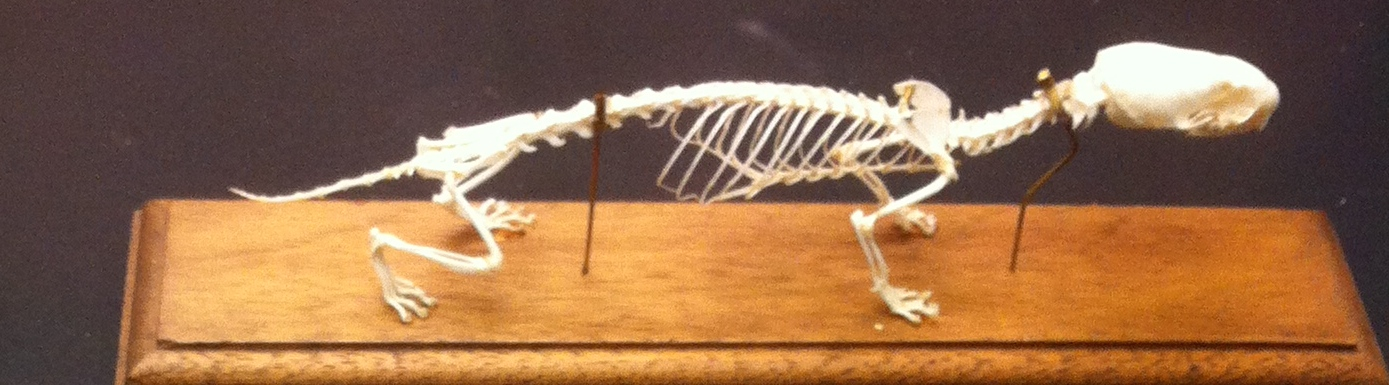
і скелет.
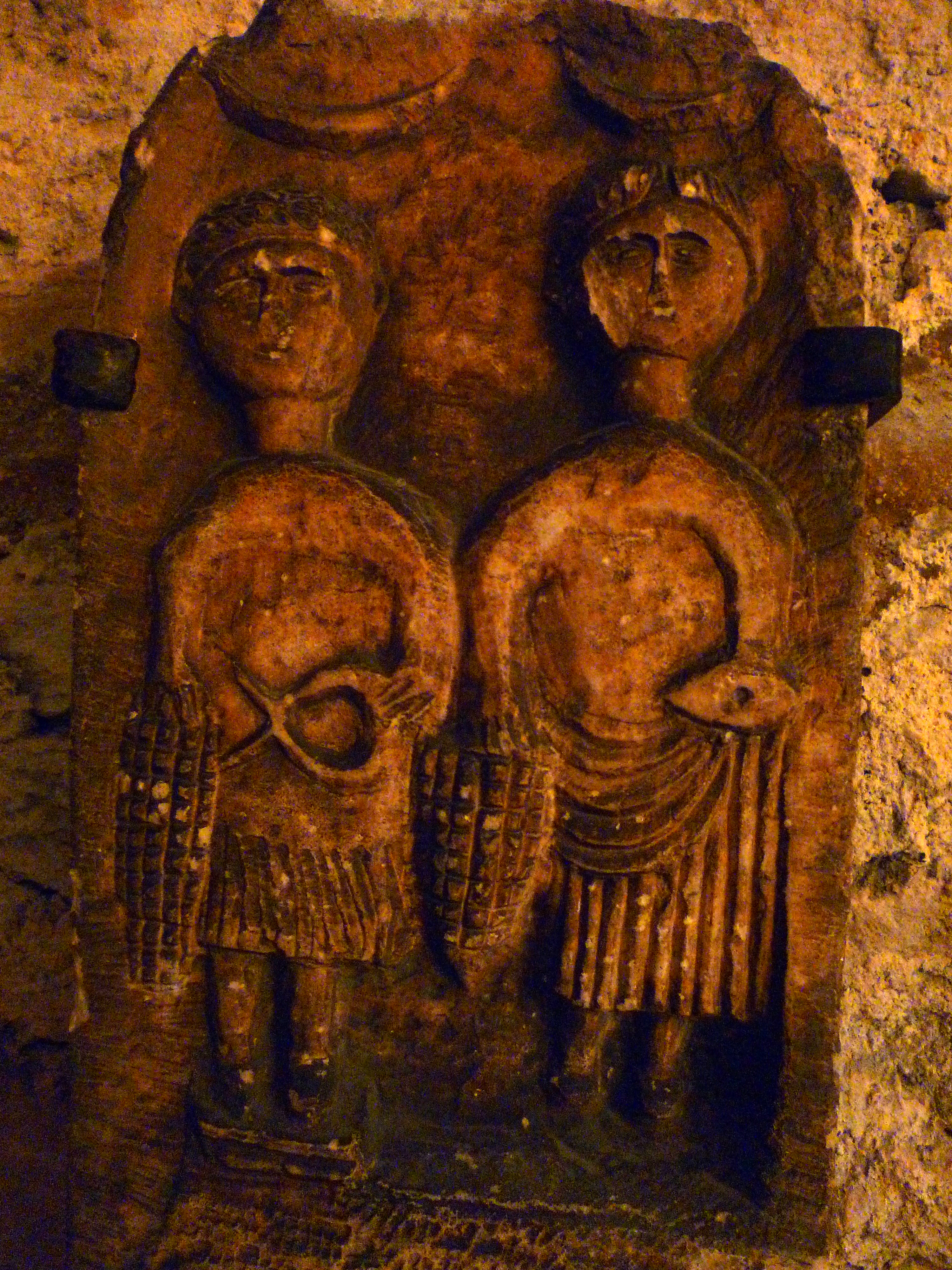
романська стела

### Живопис
У музеї представлені французькі, італійські, фламандські і голландські картини від середньовіччя до XIX століття. Серед фламандських і голландських робіт є картини Бартоломеуса Спрангера, Йоса ван Клеве, Мельхіора де Гондекутера, Яна Ван Бійлерта, картини, приписувані Рубенсу ( «Чоловік з лютенню») і полотна з майстерні Ван Дейка . Французький живопис XVII століття представлений такими художниками, як Любен Божен ( «Дитинство Юпітера», одна з рідкісних міфологічних тем, написаних цим художником), П'єр Міньяр і його брат Нікола Міньяр, Шарль Лебрен ( «Воздвиження Хреста»), Філіп де Шампань . Італійський живопис представлений роботами зі студії Джотто, Джорджо Вазарі ( «Таємна вечеря»), Франческо Альбані, Джузеппе Рекко, Джованні Баттіста Креспі та Бернардо Беллотто .

Колекція французьких картин XVIII століття включає в себе картини Антуана Ватто, Жана Жувене, Олександра-Франсуа Депорта, Гіацинта Ріго, Франсуа Буше, велику колекцію з 20 картин Шарля-Жозефа Натуара з прикрас замків в регіоні Труа, Жана-Оноре Фрагонара, Моріса Кантен де Латура, Жозефа-Марі Вьєна, Жана-Батіста Греза, Юбера Робера, Клода Жозефа Верне, Елізабет Виже-Лебрен і Жака-Луї Давида . XIX століття представлене роботами Антуана-Жан Гро, Йоганна Генріха Генрі Фюзелі і Теодора Жеріко .

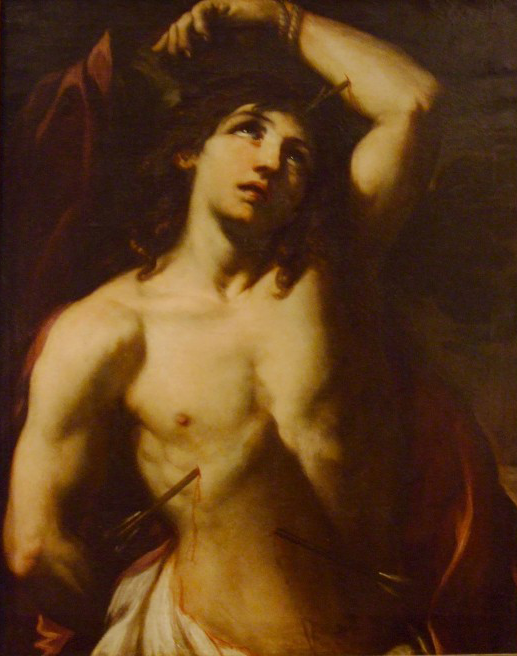
«Св. Себастьян »Джіасінто Бранди, ок. 1650.
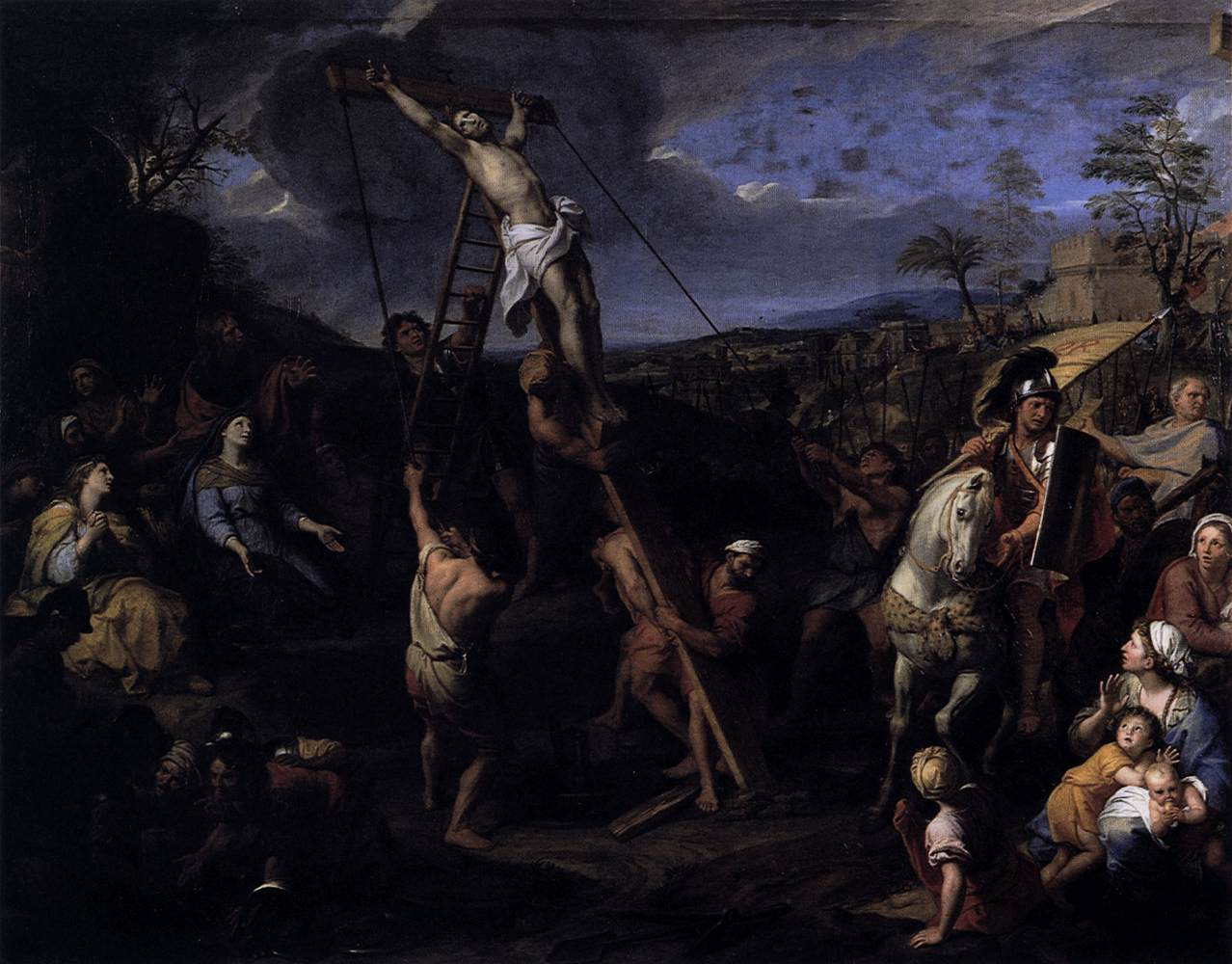
«Воздвиження Хреста», Шарль Лебрен, 1685.
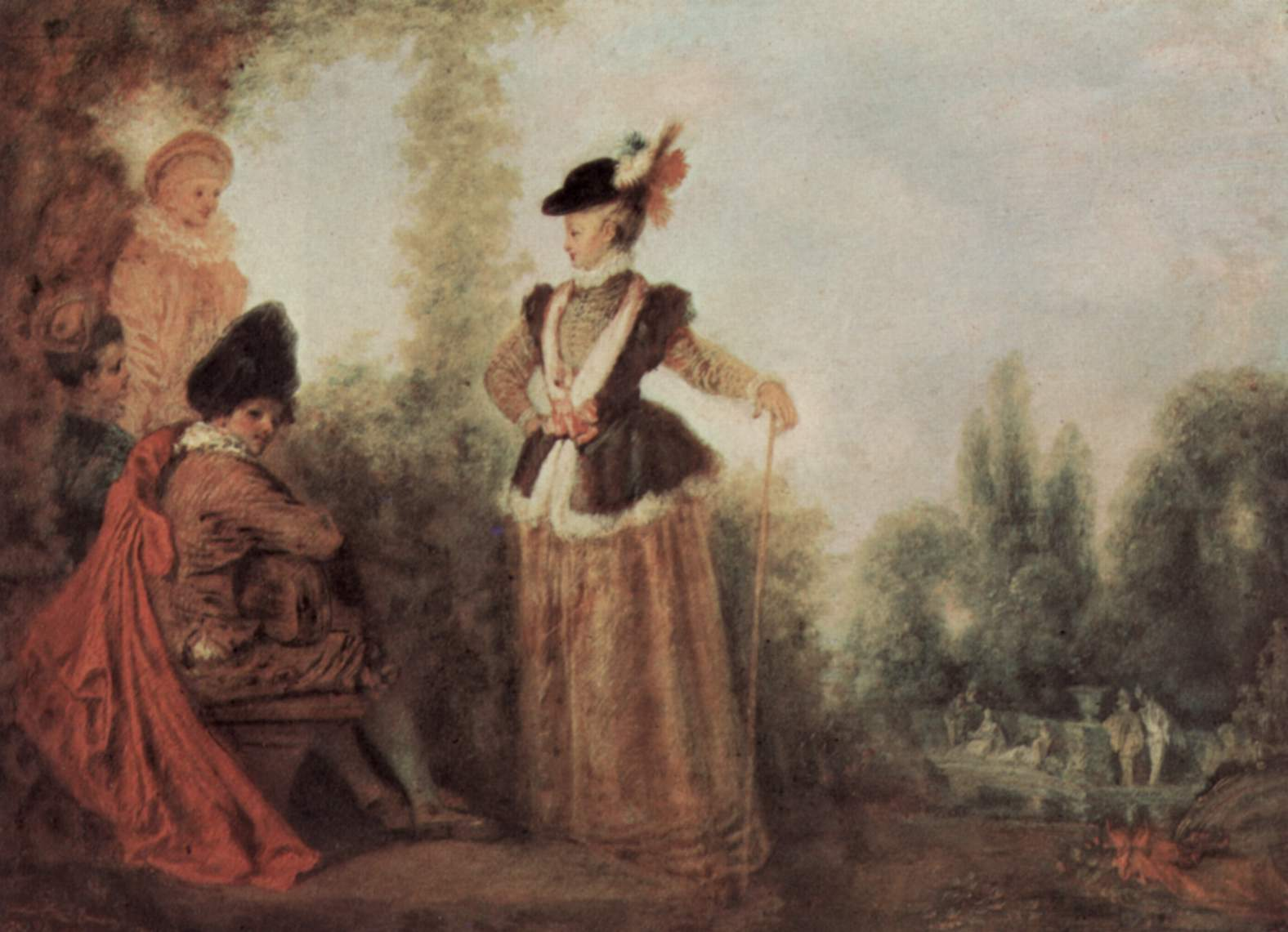
«Авантюристка», Антуан Ватто, 1712.
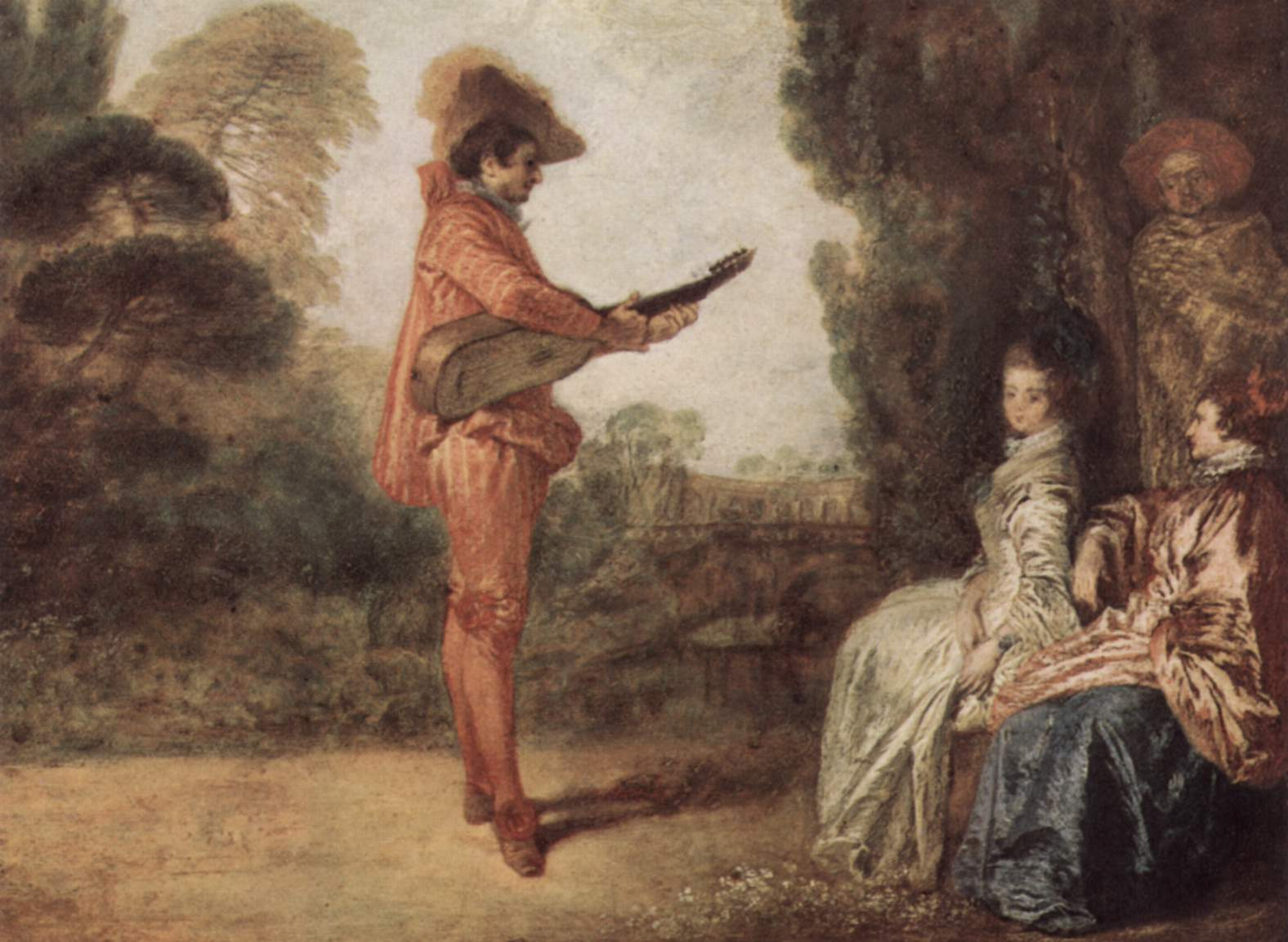
«Чарівник», Антуан Ватто, 1712.

### Археологічна колекція
Археологічні колекції музею розташовані в підвалах колишнього абатства. Вони представлені в тематичному і хронологічному порядку і охоплюють період від доісторичного періоду до періоду Меровінгів . Серед експонатів - колекція полірувальників, статуя Аполлон Вопуассонський, галло-римська бронза, виявлена у Франції. Також представлені археологічні об'єкти з Єгипту, Греції та Етрурії .

### Скульптура
У скульптурну колекцію музею входить бюст Людовика XIV одного з найвидатніших скульпторів XVII століття Франсуа Жирардона . XIX століття представлене дорогоцінним бюстом з поліхромного каменю, який представляє єврейську жінку з Алжиру Шарля Кордьеє . Місцеві скульптори представлені роботами Жюля Едуара Вальта (Орест, переслідуваний фуріями після вбивства своєї матері; Адам і Єва і ін. ).

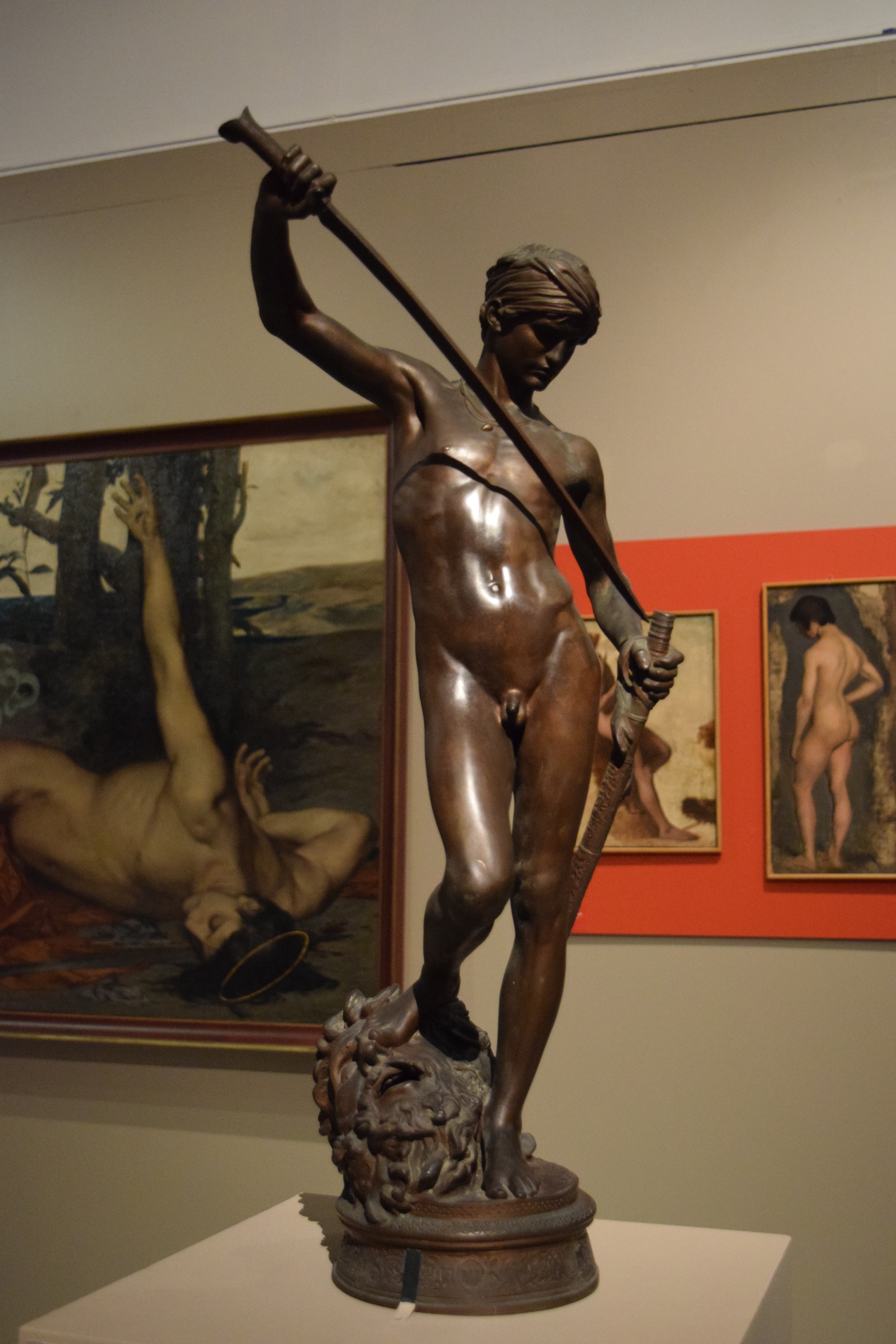
«Давид і Голіаф» Антоніна Мерсьє
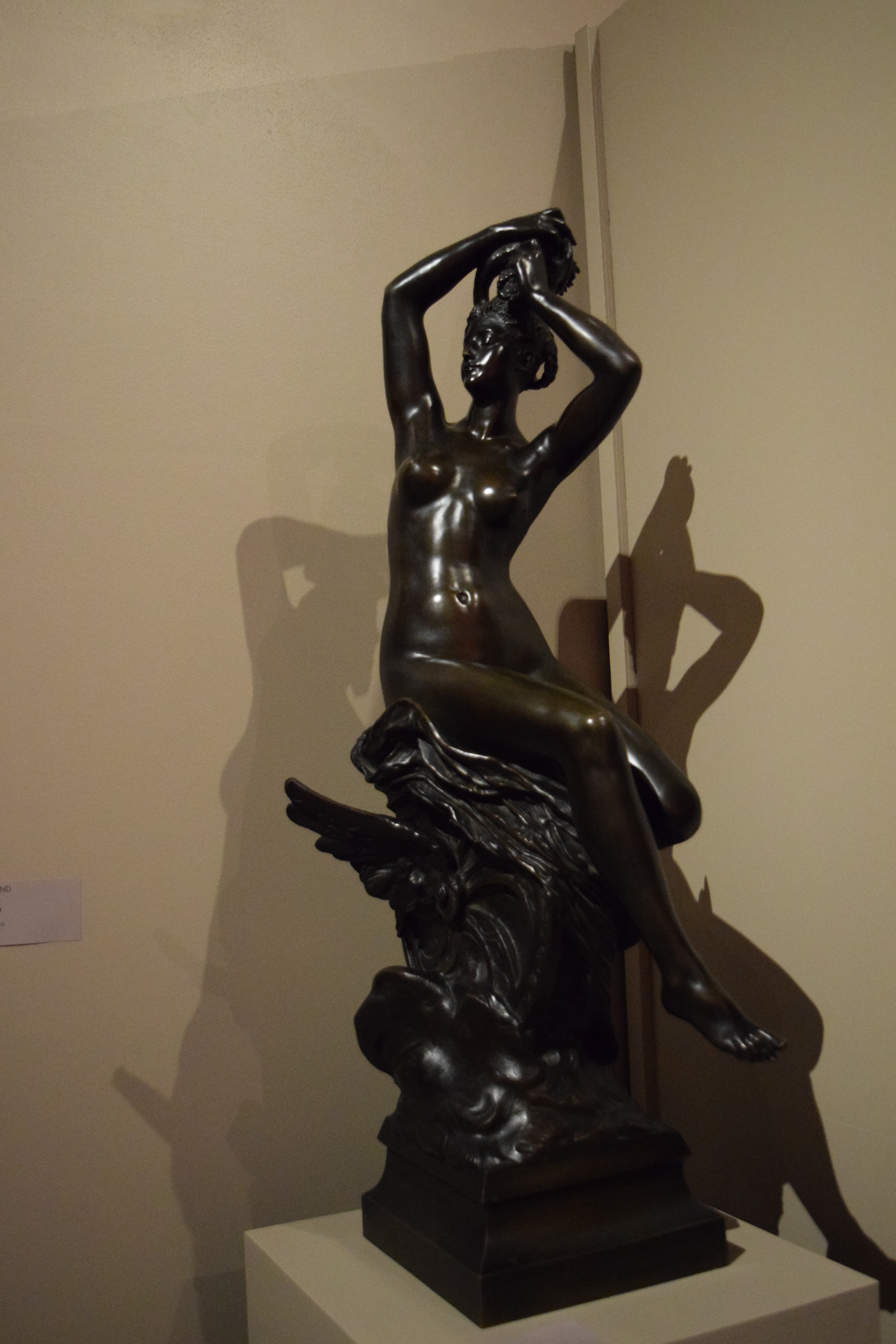
«Фортуна» Жюля Франчески,
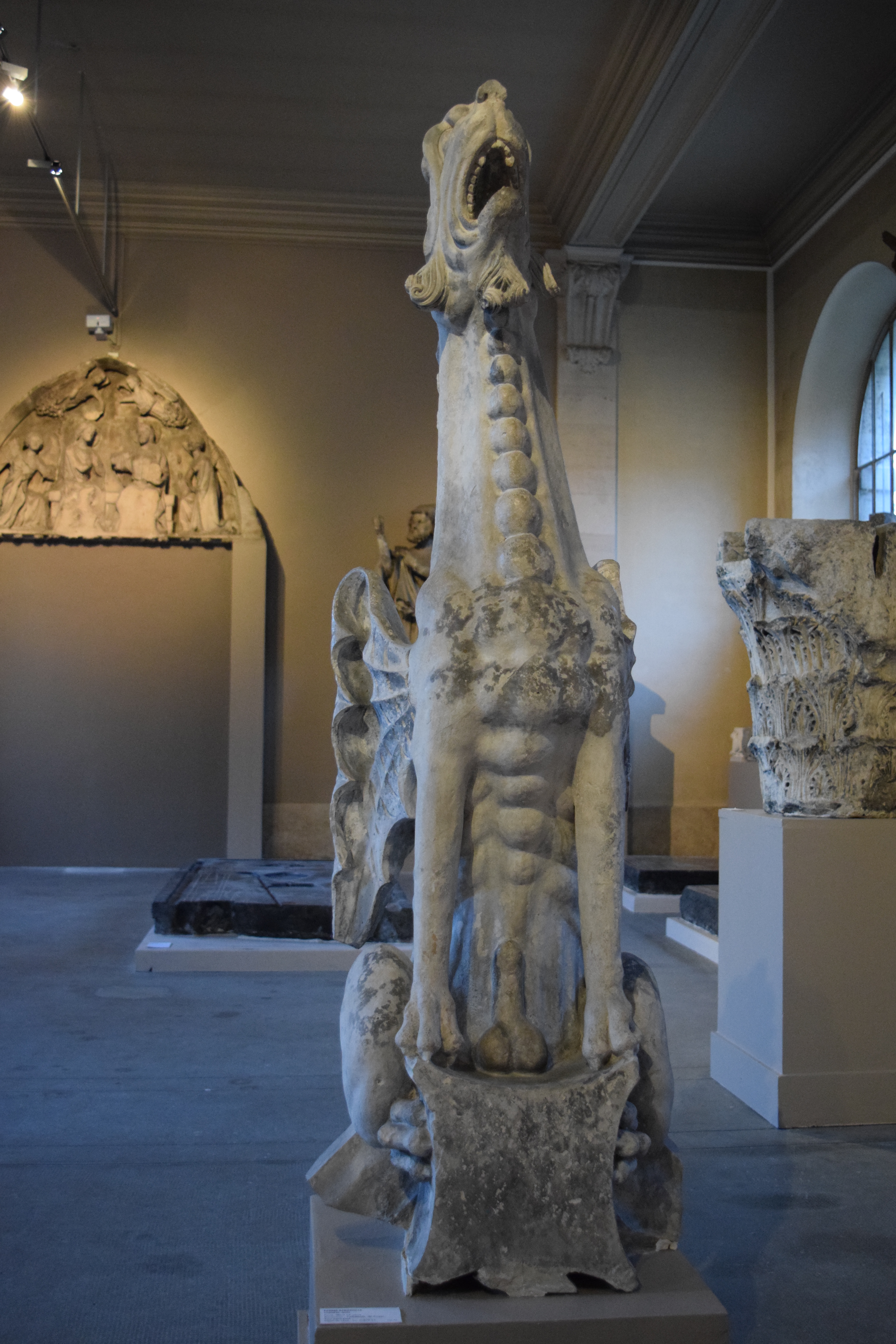
Гаргульи
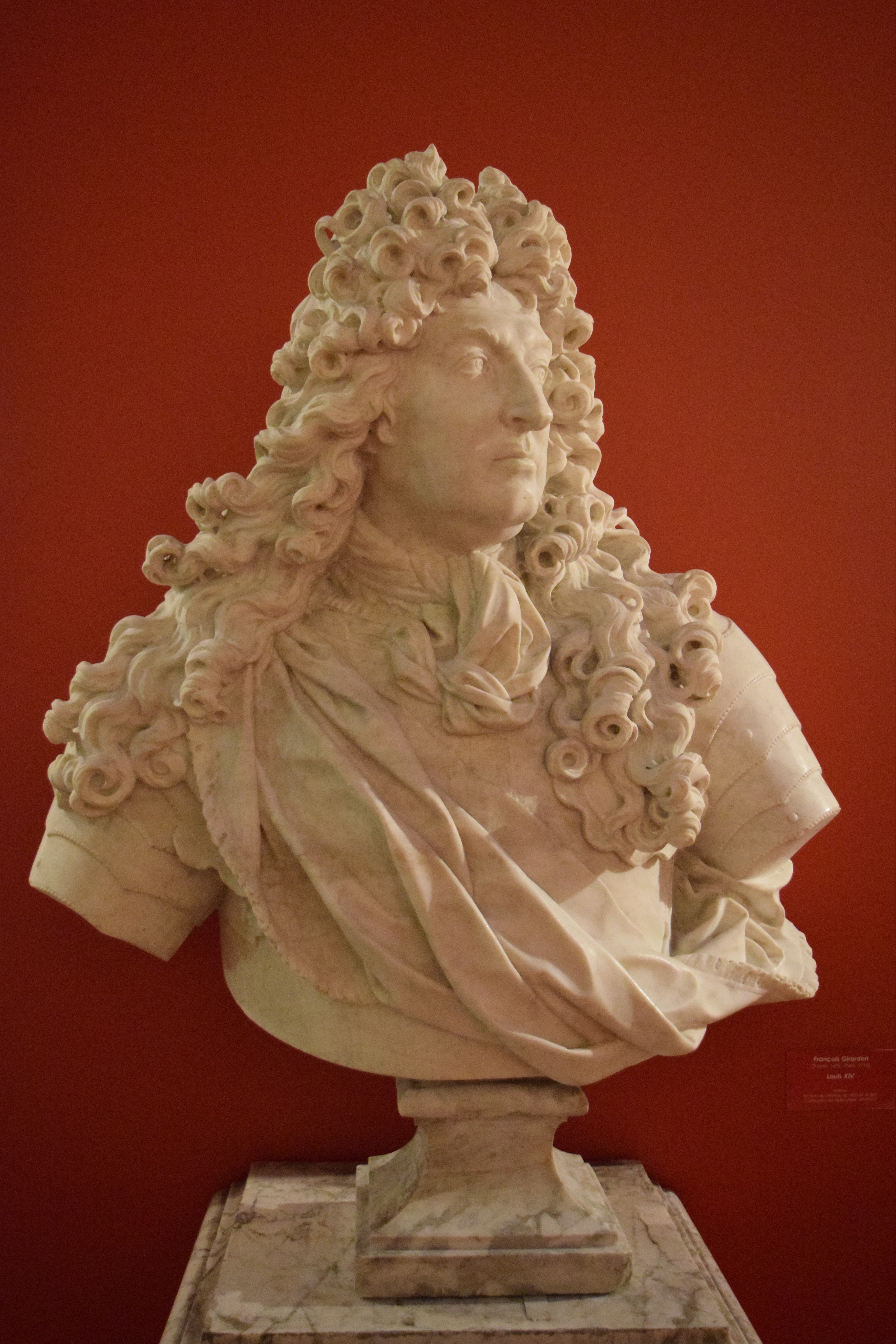
« Людовик XIV » Франсуа Жирардона.